# Характерник (спортивний клуб)
«Характерник» — спортивний та бійцівський клуб у Тернополі.

## Історія
Клуб бойових мистецтв «Характерник» створила у 2000 році група ентузіастів, зокрема Валерієм Чоботарем (Гатило).
Попри відсутність значної спонсорської підтримки клуб був успішним опонентом злочинного угрупування під назвою СК «Оплот».

## Тренери клубу
- Анатолій Стеліга[1]

## Члени клубу

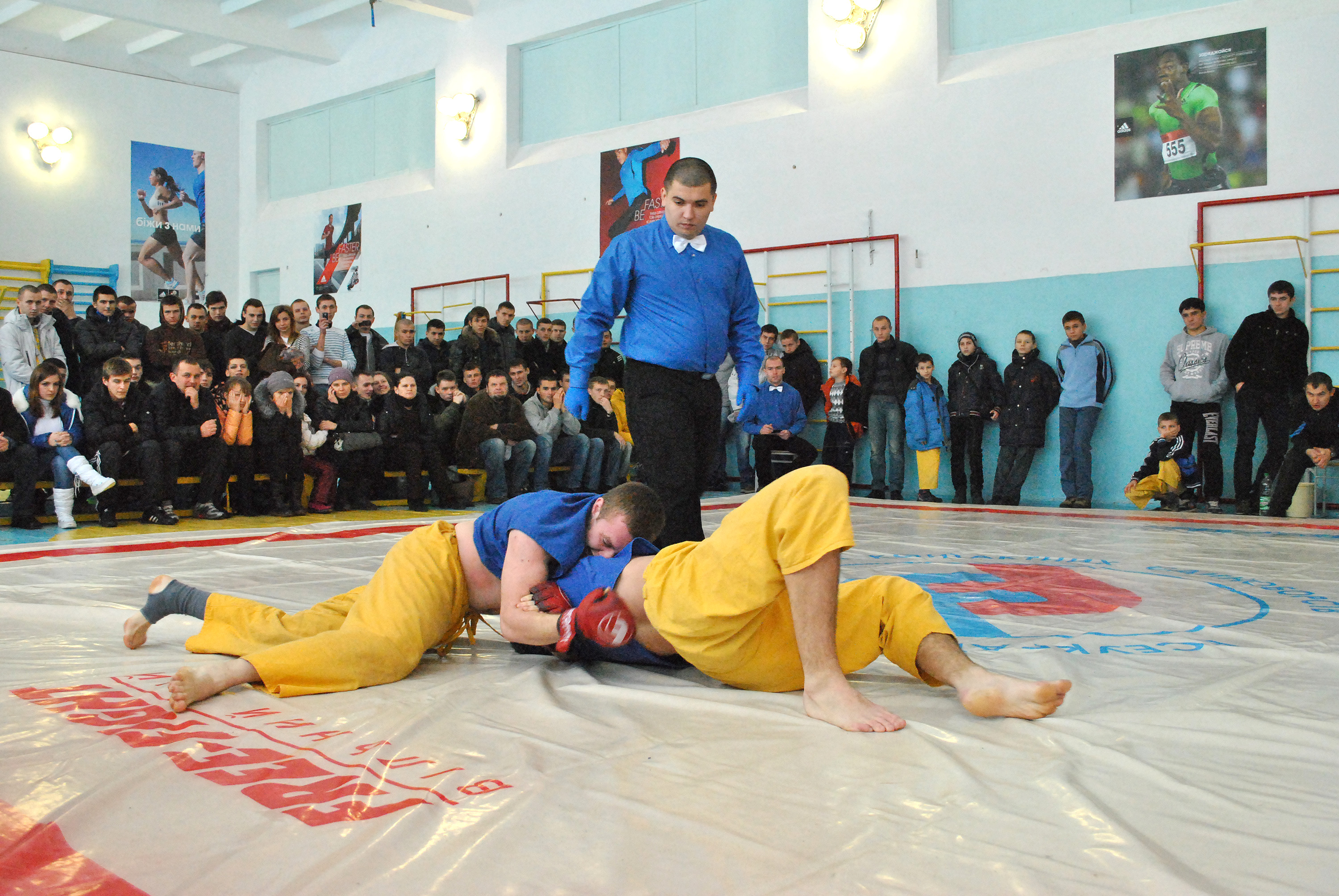
Змагання із фрі-файту в Тернополі, грудень 2012

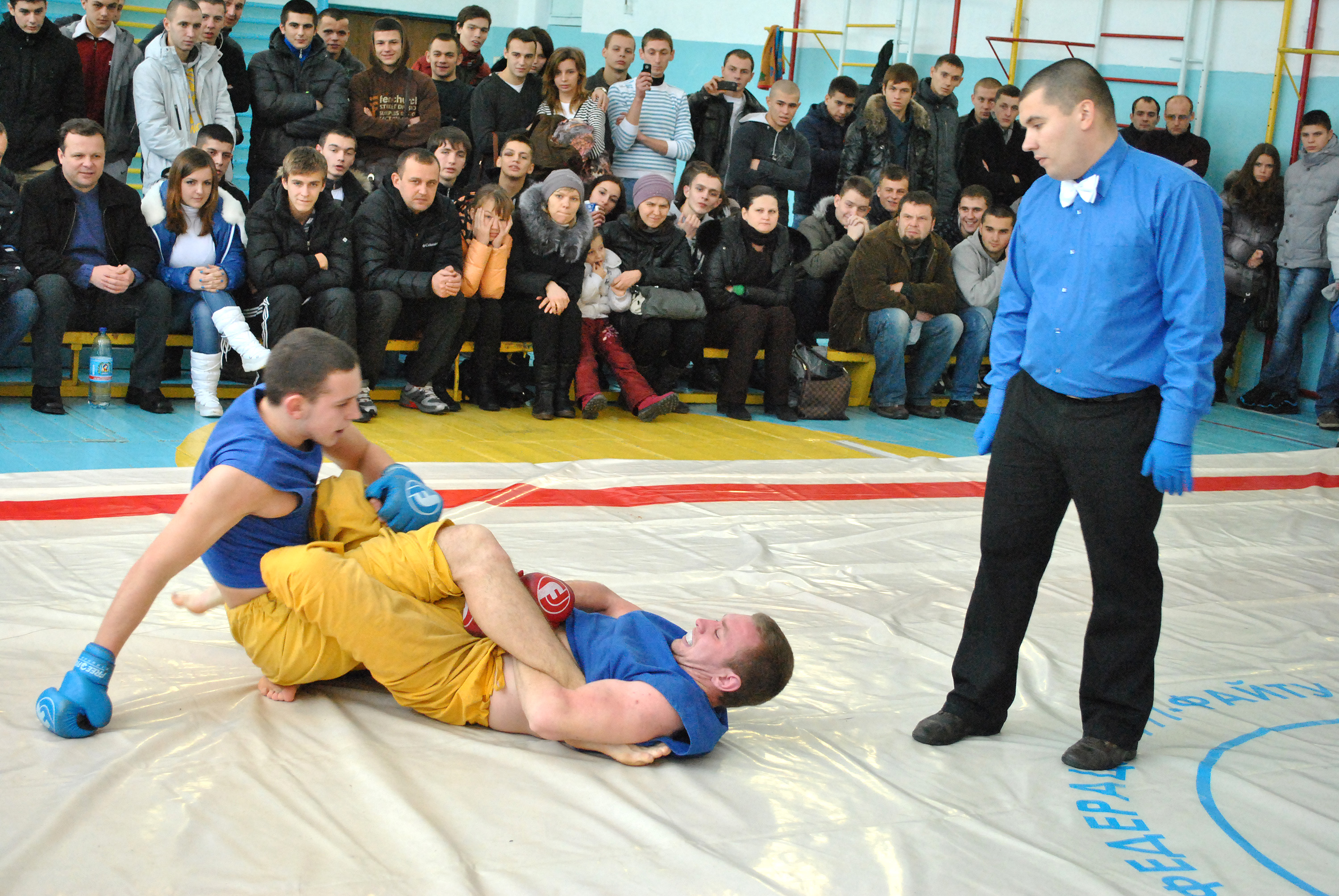
Змагання із фрі-файту в Тернополі, грудень 2012

Членами клубу є неодноразові чемпіони України та світу з Фрі-файту, міжнародні майстри спорту та майстри спорту України, призери та чемпіони України з бойового гопака, рукопашу «Гопак», кік-джитсу, фрі-файту, мікс-файту, бойового самбо.
- Роман Ільяшенко (1991—2014) — український військовик, загинув у російсько-українській війні 2014—2017.
- Орест Квач (1991—2014) — український військовик, загинув у російсько-українській війні 2014—2017.
- Андрій Юркевич (1982—2014) — український військовик, загинув у російсько-українській війні 2014—2017.
- Сашко Алексєєв (нар. 1990)  — актор, співак.
- Ігор Слюсарчук (1989—2018) — чемпіон світу з фрі-райту

## Цікаві факти
У 2017 на Замковій горі Кременця знімали першу звукову доріжку «На віки» до історичного фільму Тараса Химича «Король Данило», в якій активну участь брали характерники з клубу. Вони також будуть задіяні і в самому фільмі.